# Wereldkampioenschappen zwemmen 2025 – 4×100 meter wisselslag gemengd
De 4×100 meter wisselslag gemengd op de wereldkampioenschappen zwemmen 2025 vond plaats op 30 juli 2025 in Singapore. De acht snelste ploegen in de series kwalificeerden zich voor de finale.

## Records
Voorafgaand aan het toernooi waren dit het wereldrecord en het kampioenschapsrecord.
| Wereldrecord         | Verenigde Staten Ryan Murphy Nic Fink Gretchen Walsh Torri Huske      | 3.37,43 | Parijs    | 3 augustus 2024  |
| Kampioenschapsrecord | Verenigde Staten Matt Grevers Lilly King Caeleb Dressel Simone Manuel | 3.38,56 | Boedapest | 26 februari 2017 |

## Uitslagen

### Series
| Rang | Serie | Baan | Land                   | Namen | Tijd              | Bijz.             |
| ---- | ----- | ---- | ---------------------- | --- | ----------------- | ----------------- |
| 1    | 4     | 7    | Italië                 | Christian Bacico (52,68) Ludovico Viberti (58,67) Costanza Cocconcelli (57,71) Sara Curtis (53,13)                                      | 3.42,19           | Q                 |
| 2    | 3     | 3    | Nederland              | Maaike de Waard (59,72) Caspar Corbeau (58,75) Nyls Korstanje (51,04) Milou van Wijk (53,05)                                            | 3.42,56           | Q                 |
| 3    | 3     | 4    | China                  | Xu Jiayu (53,45) Dong Zhihao (58,74) Yu Yiting (57,16) Cheng Yujie (53,46)                                                              | 3.42,81           | Q                 |
| 4    | 4     | 5    | Australië              | Hannah Fredericks (59,25) Nash Wilkes (59,76) Alexandria Perkins (56,80) Kai Taylor (47,30)                                             | 3.43,11           | Q                 |
| 5    | 4     | 3    | Canada                 | Ingrid Wilm (59,34) Oliver Dawson (59,97) Joshua Liendo (49,85) Brooklyn Douthwright (54,31)                                            | 3.43,47           | Q                 |
| 6    | 3     | 6    | Japan                  | Riku Matsuyama (53,95) Taku Taniguchii (59,46) Mizuki Hirai (56,58) Nagisa Ikemoto (53,58)                                              | 3.43,57           | Q                 |
| 7    | 2     | 9    | Neutrale vlag          | Miron Lifintsev (52,08) Danil Semianinov (59,67) Daria Klepikova (57,65) Aleksandra Kuznetsova (54,74)                                  | 3.44,14           | Q                 |
| 8    | 3     | 1    | Polen                  | Ksawery Masiuk (53,31) Dominika Sztandera (1.06,20) Jakub Majerski (50,99) Katarzyna Wasick (53,72)                                     | 3.44,22           | Q, NR             |
| 9    | 3     | 5    | Frankrijk              | Mewen Tomac (53,08) Jérémie Delbois (59,80) Marie Wattel (57,50) Albane Cachot (53,93)                                                  | 3.44,31           |                   |
| 10   | 4     | 4    | Verenigde Staten       | Keaton Jones (54,20) Campbell McKean (59,07) Torri Huske (58,47) Simone Manuel (52,76)                                                  | 3.44,50           |                   |
| 11   | 4     | 2    | Duitsland              | Vincent Passek (54,92) Lucas Matzerath (58,74) Angelina Köhler (57,12) Nina Holt (53,75)                                                | 3.44,53           |                   |
| 12   | 4     | 6    | Verenigd Koninkrijk    | Katie Shanahan (1.00,70) Max Morgan (59,83) Edward Mildred (51,50) Freya Anderson (54,16)                                               | 3.46,19           |                   |
| 13   | 3     | 7    | Zweden                 | Hanna Rosvall (1.01,22) Erik Persson (1.00,35) Louise Hansson (57,22) Robin Hanson (48,12)                                              | 3.46,91           |                   |
| 14   | 3     | 8    | Spanje                 | Estella Tonrath (1.01,11) Nil Cadevall (1.00,49) Arbidel González (52,73) María Daza (54,54)                                            | 3.48,87           |                   |
| 15   | 2     | 6    | Mexico                 | Celia Pulido (1.00,97) Miguel de Lara (1.00,94) Miranda Grana (59,33) Andrés Dupont (48,10)                                             | 3.49,34           | NR                |
| 16   | 4     | 1    | Griekenland            | Evangelos Makrygiannis (53,68) Savvas Thomoglou (1.00,73) Anna Ntountounaki (57,81) Artemis Vasilaki (57,25)                            | 3.49,47           |                   |
| 17   | 2     | 5    | Argentinië             | Ulises Saravia (54,41) Macarena Ceballos (1.06,87) Ulises Cazau (52,48) Andrea Berrino (57,60)                                          | 3.51,36           |                   |
| 18   | 3     | 0    | Zuid-Afrika            | Pieter Coetze (53,01) Kaylene Corbett (1.08,05) Erin Gallagher (57,95) Matthew Caldwell (53,02)                                         | 3.52,03           |                   |
| 19   | 4     | 9    | Hongkong               | Hayden Kwan (56,18) Adam Mak (1.00,69) Yeung Hoi Ching (1.01,08) Li Sum Yiu (54,92)                                                     | 3.52,87           |                   |
| 20   | 4     | 0    | IJsland                | Guðmundur Leo Rafnsson (56,59) Einar Margeir Ágústsson (1.02,63) Jóhanna Elín Guðmundsdóttir (1.02,01) Snæfríður Jórunnardóttir (54,79) | 3.56,02           |                   |
| 21   | 3     | 9    | Singapore              | Zackery Tay (57,38) Chan Chun Ho (1.02,29) Megan Yo (1.01,09) Quah Ting Wen (55,75)                                                     | 3.56,51           |                   |
| 22   | 1     | 4    | Aruba                  | Patrick Groters (56,97) Mikel Schreuders (1.02,15) Avigayle Tromp (1.03,57) Elisabeth Timmer (57,01)                                    | 3.59,70           | NR                |
| 23   | 1     | 7    | Dominicaanse Republiek | Elizabeth Jiménez (1.04,69) Josué Domínguez (1.03,01) Javier Núñez (54,97) María Alejandra Fernández (1.00,45)                          | 4.03,12           |                   |
| 24   | 1     | 2    | Mongolië               | Enkh-Amgalangiin Ariuntamir (1.07,99) Enkhtöriin Erkhes (1.04,17) Batbayaryn Enkhkhüslen (1.03,32) Batbayaryn Enkhtamir (50,13)         | 4.05,61           |                   |
| 25   | 2     | 3    | Oeganda                | Kirabo Namutebi (1.09,52) Tendo Mukalazi (1.06,78) Jesse Ssuubi Ssengonzi (53,55) Gloria Muzito (55,80)                                 | 4.05,65           | NR                |
| 26   | 1     | 3    | Armenië                | Varsenik Manucharyan (1.08,36) Ashot Chakhoyan (1.03,52) Yeva Karapetyan (1.03,58) Levon Kocharyan (50,99)                              | 4.06,45           | NR                |
| 27   | 2     | 7    | Kenia                  | Imara Thorpe (1.07,27) Haniel Kudwoli (1.05,51) Stephen Nyoike (57,91) Sara Mose (57,03)                                                | 4.07,72           |                   |
| 28   | 1     | 1    | Macau                  | Cheang Weng Chi (1.11,30) Chao Man Hou (1.02,63) Lam Chi Chong (57,17) Chen Pui Lam (59,18)                                             | 4.10,28           |                   |
| 29   | 1     | 8    | Faeröer                | Bjarta í Lágabø (1.09,78) Lea Højsted (1.14,19) Isak Brisenfeldt (56,75) Liggjas Joensen (52,08)                                        | 4.12,80           |                   |
| 30   | 2     | 4    | Ghana                  | Nubia Adjei (1.13,61) Harry Stacey (1.06,62) Abeiku Jackson (55,04) Joselle Mensah (58,50)                                              | 4.13,77           |                   |
| 31   | 1     | 9    | Samoa                  | Kokoro Frost (1.02,06) Johann Stickland (1.11,49) Paige Schendelaar-Kemp (1.05,81) Kaiya Brown (1.04,86)                                | 4.24,22           |                   |
| 32   | 1     | 0    | Madagaskar             | Francky Ramiakatrarivo (1.05,51) Jonathan Raharvel (1.03,96) Ony Andrianaivo (1.14,78) Antsa Rabejaona (1.02,52)                        | 4.26,77           |                   |
| 33   | 2     | 8    | Noordelijke Marianen   | Piper Raho (1.11,72) Maria Batallones (1.16,53) Kouki Cerezo Watanabe (1.02,57) Michael Miller (57,06)                                  | 4.27,88           |                   |
| 34   | 2     | 0    | Kaapverdië             | Rohan Shearer (1.01,58) Jayla Pina (1.13,55) Kaila Dacruz (1.17,76) Jose Tati (59,27)                                                   | 4.32,16           |                   |
| 35   | 1     | 5    | Malediven              | Amna Thazkiyah Mirsaad (1.14,66) Mohamed Aan Hussain (1.15,63) Mohamed Rihan Shiham (1.04,42) Meral Ayn Latheef (1.05,52)               | 4.40,23           |                   |
| 36   | 2     | 2    | Papoea-Nieuw-Guinea    | Jhnayali Tokome-Garap (1.14,65) Joanna Chen (1.29,62) Nathaniel Noka (1.03,81) Josh Tarere (55,35)                                      | 4.43,43           |                   |
| 37   | 1     | 6    | Rwanda                 | Aragsan Mugabo (1.20,17) Kalisa Keza (1.44,39) Oscar Peyre Mitilla (55,14) Kevin Kaiga (1.08,80)                                        | 5.08,50           |                   |
| —    | 3     | 2    | Israël                 | Anastasia Gorbenko (1.00,03) Gur Itzhaki (1.01,12) Arielle Hayon (59,21) Denis Loktev                                                   | Gediskwalificeerd | Gediskwalificeerd |
| —    | 2     | 1    | Nigeria                | Niet gestart | Niet gestart      | Niet gestart      |
| —    | 4     | 8    | Hongarije              | Niet gestart | Niet gestart      | Niet gestart      |

### Finale
| Rang   | Baan | Land          | Namen                                                                                                | Tijd    | Bijz.  |
| ------ | ---- | ------------- | --- | ------- | ------ |
| Goud   | 1    | Neutrale vlag | Miron Lifintsev (51,78) Kirill Prigoda (57,56) Daria Klepikova (55,97) Daria Trofimova (52,66)       | 3.37,97 | CR, NR |
| Zilver | 3    | China         | Xu Jiayu (53,23) Qin Haiyang (58,14) Zhang Yufei (55,96) Wu Qingfeng (52,66)                         | 3.39,99 |        |
| Brons  | 2    | Canada        | Kylie Masse (58,69) Oliver Dawson (59,63) Joshua Liendo (49,64) Taylor Ruck (52,94)                  | 3.40,90 |        |
| 4      | 5    | Nederland     | Kai van Westering (54,03) Caspar Corbeau (58,74) Tessa Giele (56,29) Marrit Steenbergen (51,91)      | 3.40,97 |        |
| 5      | 6    | Australië     | Kaylee McKeown (57,65) Nash Wilkes (59,98) Matthew Temple (50,26) Milla Jansen (53,13)               | 3.41,02 |        |
| 6      | 4    | Italië        | Christian Bacico (52,78) Nicolò Martinenghi (58,63) Costanza Cocconcelli (57,90) Sara Curtis (52,88) | 3.42,19 |        |
| 7      | 7    | Japan         | Riku Matsuyama (54,01) Taku Taniguchii (59,48) Mizuki Hirai (56,78) Nagisa Ikemoto (53,88)           | 3.44,15 |        |
| 8      | 8    | Polen         | Ksawery Masiuk (53,19) Dominika Sztandera (1.06,53) Jakub Majerski (50,72) Katarzyna Wasick (53,83)  | 3.44,27 |        |